# Saint-Vincent-du-Pendit
Saint-Vincent-du-Pendit é uma comuna francesa na região administrativa de Occitânia, no departamento de Lot. Estende-se por uma área de 9,24 km². Em 2010 a comuna tinha 205 habitantes (densidade: 22,2 hab./km²).